# Aeterni Patris
Aeterni Patris (llatí, «del pare etern») és una encíclica sobre la restauració de la filosofia cristiana i particularment el tomisme, per aturar l'èxit de corrents filosòfics modernistes i els mètodes científiques basades en el lliure examen. Va ser publicada el 4 d'agost del 1879 pel papa Lleó XIII (1810-1903).
Va donar un estímul considerable al romanticisme catòlic i el corrent filosòfic del neotomisme, que volia crear una actualització de les idees de Tomàs d'Aquino en un intent de recuperar el terreny perdut a corrents filosòfics del segle xix com el modernisme, el racionalisme el naturalisme, el positivisme i el relativisme que es van desenvolupar fora de l'àmbit de l'Església Catòlica. Per aquests avenços i noves idees, la posició del «sobrenatural» no quedava clar, i hi havia «homes, en fi, fascinats per les noves ciències, i especialment per les ciències auxiliars de la història que començaren a afeblir la confiança en els continguts històrics de la Bíblia.» una evolució davant la qual l'Església no volia quedar-se inactiva.
A Catalunya, Josep Torras i Bages (1846-1916) en va ser un dels principals defensors. Dona la culpa de la proliferació de les idees de l'«humanisme viciós» de la ciència, contra el qual Lleó XIII «ilustrador de la Italia y de la Europa y del universo mundo» va actuar, als diaris que són un obstacle a l'exercici de la perfecció cristiana i a la santedat. Segons Bages, la premsa, tot i catòlica «a lo menos a España» no compleix el seu deure d'edificar els lectors segons les instruccions del papa.
En aplicació de l'encíclica, tot arreu al món catòlic es van crear acadèmies (neo)tomístes que havien de sostenir l'ofensiva per restaurar la preeminència de l'església en el debat filosòfic i científic, considerada com la principal adquisició de Tomàs d'Aquino. Així, el 1880 va obrir a Barcelona l'Academia Teológico-filosófico-literaria de Sto. Tomás de Aquino y de Sn. Juan Crisóstom dins del Seminari Conciliar.
| «                                 | Tothom que veu la malícia de la nostra època, i abraça amb el pensament la condició de les coses públiques i privades, descobrirà sense dubte que la causa fecunda dels mals que avui ens derroten i amenacen, són els principis perversos sobre les coses divines i humanes, emanats des de fa temps de les escoles de filosofia, i que s'han introduït en totes les capes de la societat i que comencen sent acceptades per un nombre creixent d'esperits. | » |
| — Lleó XIII, Aeterni Patris, 1879 | |   |